# Waterloo (Nouvelle-Zélande)
Waterloo est une banlieue  située à l’est de la ville de Lower Hutt, et donc proche de la cité de Wellington, elle-même localisée au sud de l’Île du Nord de la Nouvelle-Zélande.

## Toponymie
Son nom vient de la bataille de Waterloo gagnée par le duc de Wellington en 1815 .

## Situation
Le conseil de la cité de Hutt (en) définit officiellement Waterloo comme la zone délimitée par la route de Waterloo Road et celle de Burnside Street au nord, la ligne de chemin de fer de la Hutt Valley (en) à l’ouest, par Guthrie Street au sud, et par les collines de Wainuiomata à l’est .
Elle abrite la gare de Waterloo (en), une importante gare ferroviaire et routière.

## Démographie
Waterloo, qui comprend la zone statistique de « Waterloo West » et « Waterloo East », couvre une surface de 1,81 km2.
Sa population était estimée à 5 740 personnes en juin 2021 avec une densité de population 3,17 personnes par km2.
La localité de Waterloo avait une population de 5 379 habitants lors du recensement de 2018, en augmentation de 255 personnes (5,0 %) depuis le recensement de 2013, et en augmentation de 243 personnes (4,7 %) depuis le recensement de 2006.
Il y avait 2 598 hommes et 2 784 femmes, donnant un sexe-ratio de 0,93 homme pour une femme, avec 1 068 personnes (19,9 %) âgées de moins de 15 ans, 951 personnes (17,7 %) âgées de 15 à 29 ans, 2 562 personnes (47,6 %) âgées de 30 à 64 ans, et 801 personnes (14,9 %) âgées de 65 ans ou plus.
L’ethnicité était de 70,2 % de personnes européennes/Pākehā, 10,2 % Māori, 5,1 % de personnes du Pacifique, 22,2 % asiatiques et 2,6 % d’une autre ethnicité (le total peut faire plus de 100 % dans la mesure où une personne peut s’identifier avec de multiples ethnicités).
La proportion des personnes nées outre-mer est de 29,0 %, comparée avec les 27,1 % au niveau national.
Bien que certaines personnes aient refusé à donner leur religion, 48,2 % n’en n'avaient aucune, 37,1 % étaient chrétiens, 5,1 % étaient hindouistes, 1,0 % étaient musulmans, 1,3 % étaient bouddhistes et 2,5 % avaient une autre religion.
Parmi ceux de moins de 15 ans d’âge, 1 410 personnes (32,7 %)  avait un niveau bachelier ou un degré supérieur, et 579 personnes (13,4 %) n’avaient aucune qualification formel.
Le statut d’emploi de ceux d’au moins 15 ans était de 2 274 personnes (52,7 %) étaient employées à plein temps, 603 personnes (14,0 %)  étaient à temps partiel, et 156 personnes (3,6 %) étaient au chomage
| Nom           | Population | logements | âge médian | revenus médians |
| ------------- | ---------- | --------- | ---------- | --------------- |
| Waterloo West | 2283       | 849       | 39,5 ans   | $36,200         |
| Waterloo East | 3096       | 1164      | 40,6 ans   | $39,000         |
| New Zealand   |            |           | 37.4 ans   | $31,800         |

## Éducation
L’école de Waterloo School est une école primaire, publique, mixte, accueillant des élèves de la première à la sixième année , avec un effectif de 539 élèves en mars 2021.
C’est aussi le siège de l’école Open Polytechnic de Nouvelle-Zélande (en).

## Résidents notables
Les résidents notables comprennent le journaliste de sport vétéran Keith Quinn (en)[réf. nécessaire]